# Liste der Städte in den Niederlanden
Dies ist eine Liste der Ortschaften in den Niederlanden, denen jemals Stadtrechte verliehen wurde. Nicht bei allen Städten ist bekannt, wann sie ihr Stadtrecht erhielten.
Seit der Änderung der Verfassung im Jahr 1848 hat das „Stadtrecht“ einer Ortschaft (plaats) keine staats- oder verwaltungsrechtliche Bedeutung mehr, es gibt vielmehr nur noch die Gemeinde (gemeente). Einige Städte waren in ihrer Entwicklung Kleinstädte geblieben und wurden teilweise mit anderen, größeren Orten der Umgebung zu neuen Gemeinden zusammengeschlossen, die dann gelegentlich einen völlig neuen Namen bekamen, wie beispielsweise Bernisse, zu dem heute Geervliet gehört. Staverden, eine der kleinsten („ehemaligen“) Städte der Niederlande, gehört heute zur Gemeinde von Ermelo, einem „Dorf“. Schellinkhout kam zuerst zu Venhuizen und dann zu Drechterland, bei Winkel war es erst Niedorp, heute ist es Hollands Kroon. Die „Städtchen“ Genemuiden und Hasselt (Overijssel) gehören heute zur Gemeinde Zwartewaterland.

## Liste mit Jahr der Verleihung der Stadtrechte
- Aardenburg 1127 (heute: Gemeinde Sluis)
- Abbekerk 1414 (heute: Gemeinde Medemblik)
- Alkmaar 1254
- Almelo 1394
- Amersfoort 1259
- Ammerstol 1322 (heute: Gemeinde Krimpenerwaard)
- Amsterdam 1306
- Appingedam 1327 (heute: Gemeinde Eemsdelta)
- Arnemuiden 1574 (heute: Gemeinde Middelburg)
- Arnhem 1233
- Asperen 1314 (heute: Gemeinde West Betuwe)
- Assen 1809
- Austerlitz[1] (heute: Gemeinde Zeist)
- Axel 1213 (heute: Gemeinde Terneuzen)
- Baarn gegen 1350
- Barsingerhorn 1415 (heute: Gemeinde Hollands Kroon)
- Batenburg 1349 (heute: Gemeinde Wijchen)
- Bergen op Zoom vor 1212
- Berlikum 1355 (heute: Gemeinde Waadhoeke)
- Beverwijk 1298
- Biervliet 1183 (heute: Gemeinde Terneuzen)
- Bolsward 1455 (heute: Gemeinde Súdwest-Fryslân)
- Borculo 1375 (heute: Gemeinde Berkelland)
- Breda 1198–1212
- Bredevoort vor 1388 (heute: Gemeinde Aalten)
- Brielle 1306 (heute: Gemeinde Voorne aan Zee)
- Stede Broek 1364, (heute: Gemeinde Stede Broec)
- Bronkhorst 1482 (heute: Gemeinde Bronckhorst)
- Brouwershaven 1403 (heute: Gemeinde Schouwen-Duiveland)
- Bunschoten 1383
- Buren 1395
- Coevorden 1408
- Culemborg 1318
- Delden vor 1322, neu 1333 (heute: Gemeinde Hof van Twente)
- Delft 1246
- Delfzijl 1825 (heute: Gemeinde Eemsdelta)
- Deventer 1123[2]
- Diepenheim vor 1415 (heute: Gemeinde Hof van Twente)
- Doesburg 1237
- Doetinchem 1236
- Dokkum 1298 (heute: Gemeinde Noardeast-Fryslân)
- Domburg 1223 (heute: Gemeinde Veere)
- Dordrecht 1220
- Echt 1343 (heute: Gemeinde Echt-Susteren)
- Edam 1357 (heute: Gemeinde Edam-Volendam)
- Eembrugge (an der Eem) 1300 (heute: Gemeinde Baarn)
- Eemnes-Binnen 1439 (heute: Gemeinde Eemnes)
- Eemnes-Buiten 1352 (heute: Gemeinde Eemnes)
- Eindhoven 1232
- Elburg 1233
- Enkhuizen 1355
- Enschede 1325
- Franeker 1374 (heute: Gemeinde Waadhoeke)
- Geertruidenberg 1213
- Geervliet 1381 (heute: Gemeinde Nissewaard)
- Gendt 1233 (heute: Gemeinde Lingewaard)
- Genemuiden 1275 (heute: Gemeinde Zwartewaterland)
- Gennep vor 1371
- Goedereede 1312 (heute: Gemeinde Goeree-Overflakkee)
- Goes 1405
- Goor 1263 (heute: Gemeinde Hof van Twente)
- Gorinchem 1322
- Gouda 1272
- Grafhorst 1333 (heute: Gemeinde Kampen)
- Gramsbergen 1442 (heute: Gemeinde Hardenberg)
- Festungsstadt Grave, 1233 (heute: Gemeinde Land van Cuijk)
- 's-Gravenhage 1806
- ’s-Gravenzande 1246 (heute: Gemeinde Westland)
- Groenlo 1277 (heute: Gemeinde Oost Gelre)
- Groningen 11. Jh.
- Haarlem 1245
- Haastrecht 1396 (heute: Gemeinde Krimpenerwaard)
- Hagestein 1382 (heute: Gemeinde Vijfheerenlanden)
- Hardenberg 1362
- Harderwijk 1231
- Harlingen 1234
- Hasselt 1252 (heute: Gemeinde Zwartewaterland)
- Hattem 1299
- Heenvliet 1469 (heute: Gemeinde Nissewaard)
- ’s-Heerenberg 1379 (heute: Gemeinde Montferland)
- Helmond 1232
- Hem 1414 (heute: Gemeinde Drechterland)
- ’s-Hertogenbosch 1184
- Heukelum 1391 (heute: Gemeinde West Betuwe)
- Heusden 1318
- Hindeloopen 1225 (heute: Gemeinde Súdwest-Fryslân)
- Hoogwoud 1414 (heute: Gemeinde Opmeer)
- Hoorn 1357
- Huissen 1314 (heute: Gemeinde Lingewaard)
- Hulst 1180
- IJlst 1268 (heute: Gemeinde Súdwest-Fryslân)
- IJsselstein 1331
- IJzendijke 1303 (heute: Gemeinde Sluis)
- Kampen 1236
- Keppel 1404 (heute: Gemeinde Bronckhorst)
- Kessel 1312 (heute: Gemeinde Peel en Maas)
- Klundert 1357 (heute: Gemeinde Moerdijk)
- Kortgene 1431 (heute: Gemeinde Noord-Beveland)
- Langedijk 1415 (heute: Gemeinde Dijk en Waard)
- Leerdam 1407 (heute: Gemeinde Vijfheerenlanden)
- Leeuwarden 1285
- Leiden 1266
- Lochem 1233
- Maasbommel 1328 (heute: Gemeinde West Maas en Waal)
- Maassluis 1811
- Maastricht 1204
- Medemblik 1289
- Megen 1357 (heute: Gemeinde Oss)
- Meppel 1644
- Middelburg 1217
- Monnickendam 1355 (heute: Gemeinde Waterland)
- Montfoort 1329
- Montfort 1294 (heute: Gemeinde Roerdalen)
- Muiden 1296 (heute: Gemeinde Gooise Meren)
- Naarden 1255 (heute: Gemeinde Gooise Meren)
- Niedorp 1415 (heute: Gemeinde Hollands Kroon)
- Nieuwpoort 1283 (heute: Gemeinde Molenlanden)
- Nieuwstadt 1263 (heute: Gemeinde Echt-Susteren)
- Nijkerk 1413
- Nijmegen 1230 (Freie Reichsstadt)[3]
- Oisterwijk 1230[4]
- Oldenzaal 1249
- Ommen 1248
- Oostburg 1237 (heute: Gemeinde Sluis)
- Oosterhout 1809[5]
- Ootmarsum 1325 (heute: Gemeinde Dinkelland)
- Oss 1399
- Oudewater 1265
- Philippine 1506 (heute: Gemeinde Terneuzen)
- Purmerend 1410
- Ravenstein 1380 (heute: Gemeinde Oss)
- Reimerswaal 1374
- Rhenen 1364
- Rijssen 1243 (heute: Gemeinde Rijssen-Holten)
- Roermond 1231
- Roosendaal 1809
- Rotterdam 1340
- Schagen 1415
- Schellinkhout 1402 (heute: Gemeinde Drechterland)
- Schiedam 1275
- Schoonhoven 1280 (heute: Gemeinde Krimpenerwaard)
- Sint Anna ter Muiden 1242 (heute: Gemeinde Sluis)
- Sint Maartensdijk 1491 (heute: Gemeinde Tholen)
- Sint-Oedenrode 1232 (heute: Gemeinde Meierijstad)
- Sittard 1243 (heute: Gemeinde Sittard-Geleen)
- Sloten 1426 (heute: Gemeinde De Fryske Marren)
- Festungsstadt Sluis, Gemeinde Sluis, 1290
- Sneek 1456 (heute: Gemeinde Súdwest-Fryslân)
- Spanbroek, Noord-Holland 1414 (heute: Gemeinde Opmeer)
- Staverden 1298 (heute: Gemeinde Ermelo)
- Stavoren zw. 1058 u. 1068 (heute: Gemeinde Súdwest-Fryslân)
- Steenbergen 1272
- Steenwijk 1327 (heute: Gemeinde Steenwijkerland)
- Susteren 1276 (heute: Gemeinde Echt-Susteren)
- Terborg 1419 (heute: Gemeinde Oude IJsselstreek)
- Terneuzen 1584
- Texel 1415
- Tholen 1366
- Tiel 13. Jh.
- Tilburg 1809
- Utrecht 1122[6]
- Valkenburg 1452
- Veere 1355
- Venlo 1343
- Vianen 1336 (heute: Gemeinde Vijfheerenlanden)
- Vlaardingen 1273
- Vlissingen 1315
- Vollenhove 1354 (heute: Gemeinde Steenwijkerland)
- Vught 1621
- Waalwijk 1303
- Wageningen 1263
- Weert 1414
- Weesp 1355 (heute: Gemeinde Amsterdam)
- Wessem zw. 1150 u. 1329 (heute: Gemeinde Maasgouw)
- Westkapelle 1223 (heute: Gemeinde Veere)
- Westwoud 1414 (heute: Gemeinde Drechterland)
- Wieringen 1432 (heute: Gemeinde Hollands Kroon)
- Wijk bij Duurstede 1300
- Willemstad 1585 (heute: Gemeinde Moerdijk)
- Wilsum 1331 (heute: Gemeinde Kampen)
- Winkel 1415 (heute: Gemeinde Hollands Kroon)
- Winschoten 1825 (heute: Gemeinde Oldambt)
- Woerden 1372
- Workum 1399 (heute: Gemeinde Súdwest-Fryslân)
- Woudrichem 1284 (heute: Gemeinde Altena)
- Zaandam 1812 (heute: Gemeinde Zaanstad)
- Zaltbommel 1231
- Zevenaar 1487
- Zevenbergen 1427 (heute: Gemeinde Moerdijk)
- Zierikzee 1248 (heute: Gemeinde Schouwen-Duiveland)
- Zutphen 1190
- Zwolle 1230